# Lecteria manca
Lecteria manca är en tvåvingeart som först beskrevs av Alexander 1921.  Lecteria manca ingår i släktet Lecteria och familjen småharkrankar. Inga underarter finns listade i Catalogue of Life.